# Nathan Lamey
Nathan Lamey (sinh ngày 14 tháng 10 năm 1980) là một cầu thủ bóng đá người Anh thi đấu ở Football League cho Cambridge United.